# 黑牙棘茄魚
黑牙棘茄魚（学名：Halicmetus niger），為輻鰭魚綱鮟鱇目棘茄魚亞目棘茄魚科的其中一種，分布於西太平洋區，包括日本、台灣、澳洲東部海域，屬深海底棲性魚類，棲息深度280-1000公尺，體長可達8.7公分，棲息在泥底質水域，生活習性不明。
其种加词“niger”意为“黑色的”。